# Thiên hoàng Jitō
Thiên hoàng Trì Thống (持統天皇 (Trì Thống thiên hoàng) Jitō-Tennō, 645 - 13 tháng 1 năm 703) là Thiên hoàng đời thứ 41 của Nhật Bản trị vì từ năm 690 đến năm 697.
Bà là công chúa thứ hai của Thiên hoàng Tenji, làm hoàng hậu của Thiên hoàng Tenmu (em trai của Thiên hoàng Tenji). Sau khi Thiên hoàng Tenmu băng hà, bà đứng ra điều hành công việc cho đến khi Hoàng tử Kusakabe qua đời, bà chính thức nhậm chức Thiên hoàng.
Một vài trích dẫn về vua Tân La Hiếu Chiêu vương trong bộ sử Tam quốc sử ký (Samguk Sagi) vào thế kỷ 12 cũng cho thấy quan hệ ngoại giao ổn định giữa Tân La với Nhật Bản lúc bấy giờ, và các sử sách Nhật Bản (đáng chú ý là " Tục Nhật Bản kỷ" Shoku Nihongi) là các nguồn đáng tin cậy để xác nhận ngày mất của vua và vương hậu Tân La trong thời kỳ này, do Nhật Bản biết được chuyện này thông qua các sứ thần chính thức.
Ngoài việc trị quốc, Thiên hoàng Jitō còn nổi tiếng là một nữ thi sĩ. Một trong những bài thơ do bà viết đã được nhà thơ, nhà phê bình Fujiwara no Teika (1162-1241) chọn để đưa vào tuyển tập rất phổ biến “Hyakunin Isshu” (百人一首) của Nhật Bản. Đây là dạng tuyển tập “Thơ trăm nhà” (Một trăm bài thơ của một trăm thi sĩ).
Bài thơ của Thiên hoàng Jitō được xếp ở vị trí số 2.